# Evergreen (Missouri)
Evergreen, già Twin Bridges, è un villaggio degli Stati Uniti d'America, situato nello Stato del Missouri, nella contea di Laclede.